# Inibidor da bomba de protões
Os inibidores da bomba de protões (português europeu) ou prótons (português brasileiro) são um grupo de pró-fármacos, que são usados no tratamento de úlceras gastrointestinais ou condições relacionadas ao ácido estomacal. Substituiram largamente na última década os anti-histamínicos H2, com mais efeitos secundários, nessa função. 

## Usos clínicos
São a primeira escolha no tratamento dos distúrbios devidos à acidez do suco gástrico. São dos grupos mais vendidos de fármacos.
- Úlcera péptica duodenal
- Úlcera péptica gástrica
- Úlcera gástrica devida a Helicobacter pylori juntamente com antibióticos.
- Dispepsia
- Prevenção de Gastrite devido ao stress em doentes com condições dolorosas crónicas.
- Doença gastroesofágica de refluxo (azia recorrente)
- Síndrome de Zollinger-Ellison (devido a Gastrinoma).
- Doença de refluxo gastroesofágico
- Profilaxia da úlcera por estresse
- Esofagite, Esôfago de Barrett
- Eosinafilia esofágica
- Insuficiência pancreática exócrina

## Mecanismo de acção
Inibem irreversivelmente a bomba (canal) de protões/prótons, ou H+/K+ ATPase, na membrana das células parietais gástricas.  A diminuição da atividade dessa proteína diminui a concentração de íon hidrogênio H+ ou protão/próton no lúmen gástrico, e portanto aumenta o pH, tornando-o menos ácido.  Estes atuam no bloqueio da liberação final do ácido gástrico, que ocorre por causa da formação da ligação dissulfeto  (irreversível) entre a forma ativa deste fármaco e um resíduo de próton/potássio ATPase, levando a uma supressão definitiva desta bomba. A acidez gástrica é altamente agressiva, e uma vez formada uma úlcera ela só é curável se for diminuida a secreção ácida.

## Administração
Devem ser ingeridos (via oral) em jejum, cerca de uma hora antes de cada refeição, com o objetivo de inibir o máximo de bombas possíveis. A maioria dos IBPs, incluindo omeprazol, lansoprazol, esomeprazol, pantoprazol e rabeprazol, devem ser tomados inteiros, sem macerar ou cortar os comprimidos. Sofrem metabolização hepática.
São administrados precursores inativos, que no meio ácido dos canalículos da mucosa gástrica, são ativados e onde se concentram.
O seu potencial de efeitos máximos só é atingido após cerca de 4 dias.

## Efeitos úteis
Aumentam o pH devido à diminuição até 99% da secreção ácida. Permitem a reparação das úlceras e outros danos gástricos, duodenais e esofágicos devidos à acidez, proporcionando um ambiente menos agressivo. Previnem o aparecimento de lesões esofágicas e alívio dos sintomas da dor.
Curam 85% dos casos de doença de refluxo; 90% das úlceras gástricas em dois meses; 90% das úlceras duodenais em um mês.

## Efeitos adversos
São considerados muito seguros, mas podem ocorrer:
- Diarreia, náuseas e dores abdominais (até 5% dos doentes)
- Dores de cabeça (5%)
- Fraturas ósseas (principalmente em uso prolongado)
- Baixos níveis de magnésio no sangue (hipomagnesemia).
- Déficit ligeiro de vitamina B12 que pode tornar-se problemático se o consumo do fármaco for a longo prazo.
- Infecção do sistema intestinal devido à perda parcial da protecção antibacteriano devida à alta acidez gástrica. Também maior risco de pneumonia devido à maior possibilidade de organismos do intestino ascenderem até à faringe.
- Podem alterar absorção de alguns outros fármacos, como os digitálicos.

## Risco de demência
Segundo uma pesquisa Alemã, o uso de "inibidores da bomba de prótons" (IBP), estaria relacionado com uma alta de 44% na incidência de casos de demência em idosos.

## Fármacos do grupo
- Omeprazol
- Lansoprazol
- Pantoprazol
- Esomeprazol
- Dexlansoprazol
- Rabeprazol
- Tenatoprazol